# Kapel Pniël (Leeuwarden)
De Kapel Pniël is een kerkgebouw in de Nederlandse stad Leeuwarden. De voormalige kerk behoorde tot de protestantse gemeente.

## Geschiedenis
De kerk voor de Hervormde Evangelisatie in de wijk Huizum-West werd gebouwd naar een ontwerp van architectenbureau Hero Feddema & Zn. Het kerkgebouw staat op de hoek van de Carel Fabritiusstraat (oorspronkelijk de Zuiderstraat in het dorp Huizum) en de Jozef Israëlsstraat. De eerstesteenlegging was op 28 januari 1925. Op 7 mei werd de kerk in gebruik genomen.
In 1936 werd de kerk verbouwd. Het totaal aantal zitplaatsen werd 850, een toename van ruim 200. De preekstoel werd in het midden geplaatst. Het orgel werd vervangen door een theaterorgel uit het Metropooltheater te Schiedam. Het was in 1933 gemaakt door  de Rotterdamse orgelbouwer Standaart. De kerk werd op 28 augustus 1936 weer in gebruik genomen.
Vanaf 1999 gaf het kerkgebouw een thuis aan de Samen op Wegkerk die met de gereformeerden van de vlakbij gelegen Schranskerk werd gevormd. In augustus 2011 werd door deze protestantse gemeente de laatste dienst gehouden.
In 2016 werd het kerkgebouw onderdeel van de naastgelegen CBS Johan Willem Frisoschool. Het combineren van de twee gebouwen tot een Integraal kindcentrum (IKC) was een project van architectenbureau Onix. Het orgel werd in 2016 overgenomen door orgelmaker Nico Slooff.